# Tres Zapotes

Mapa przedstawiająca położenie Tres Zapotes oraz innych stanowisk archeologicznych na terenach dawniej zamieszkanych przez Olmeków

Tres Zapotes - plan stanowiska

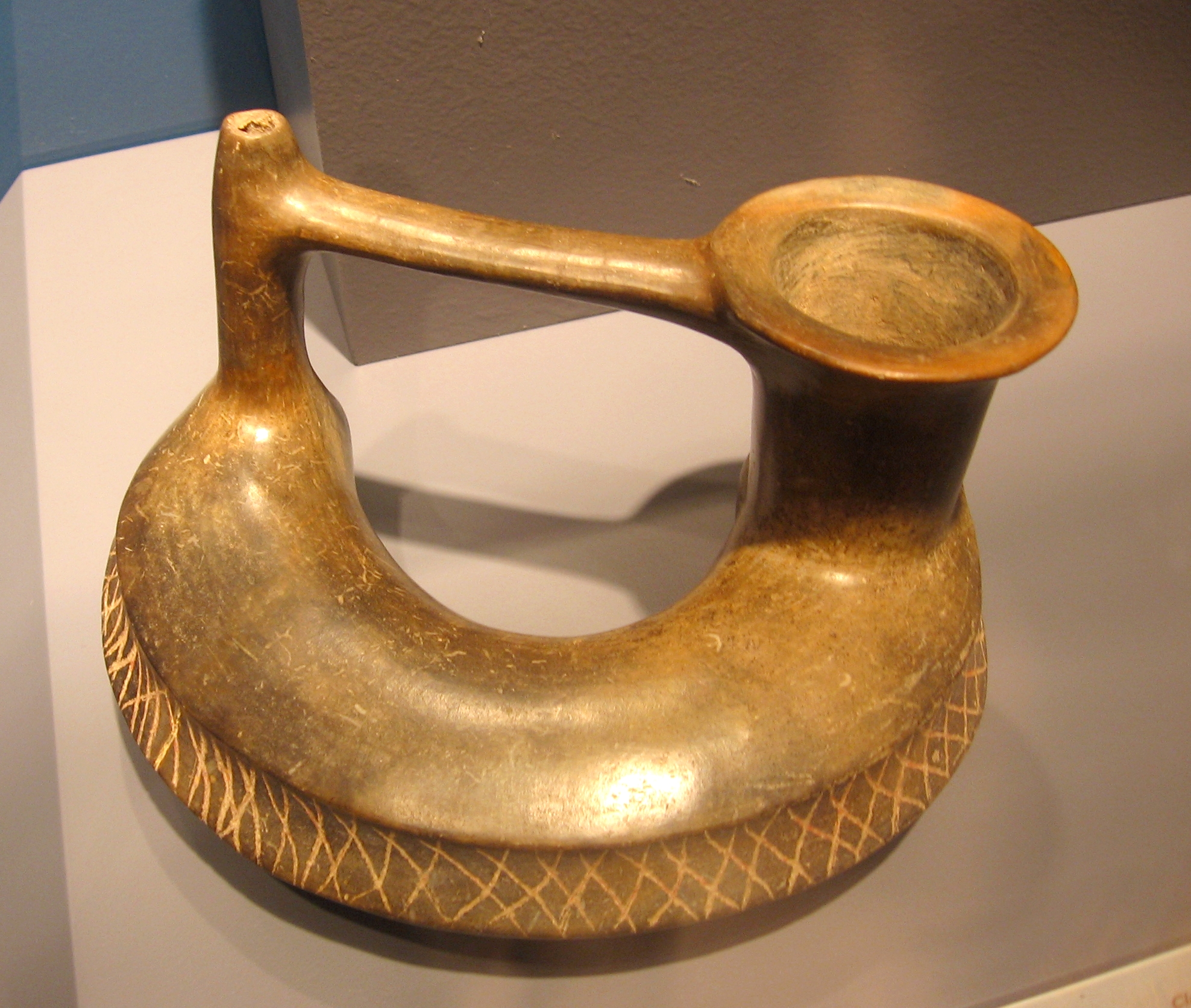
Naczynie z Tres Zapotes z okresu epi-olmeckiego (300 p.n.e.-250 n.e.)

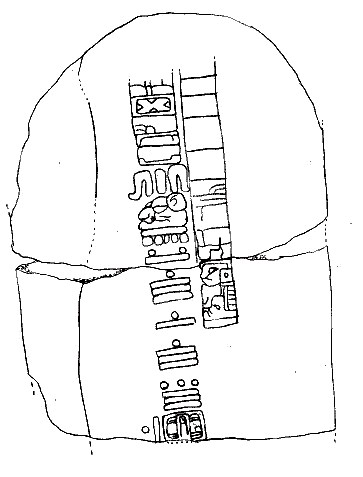
Tył steli C

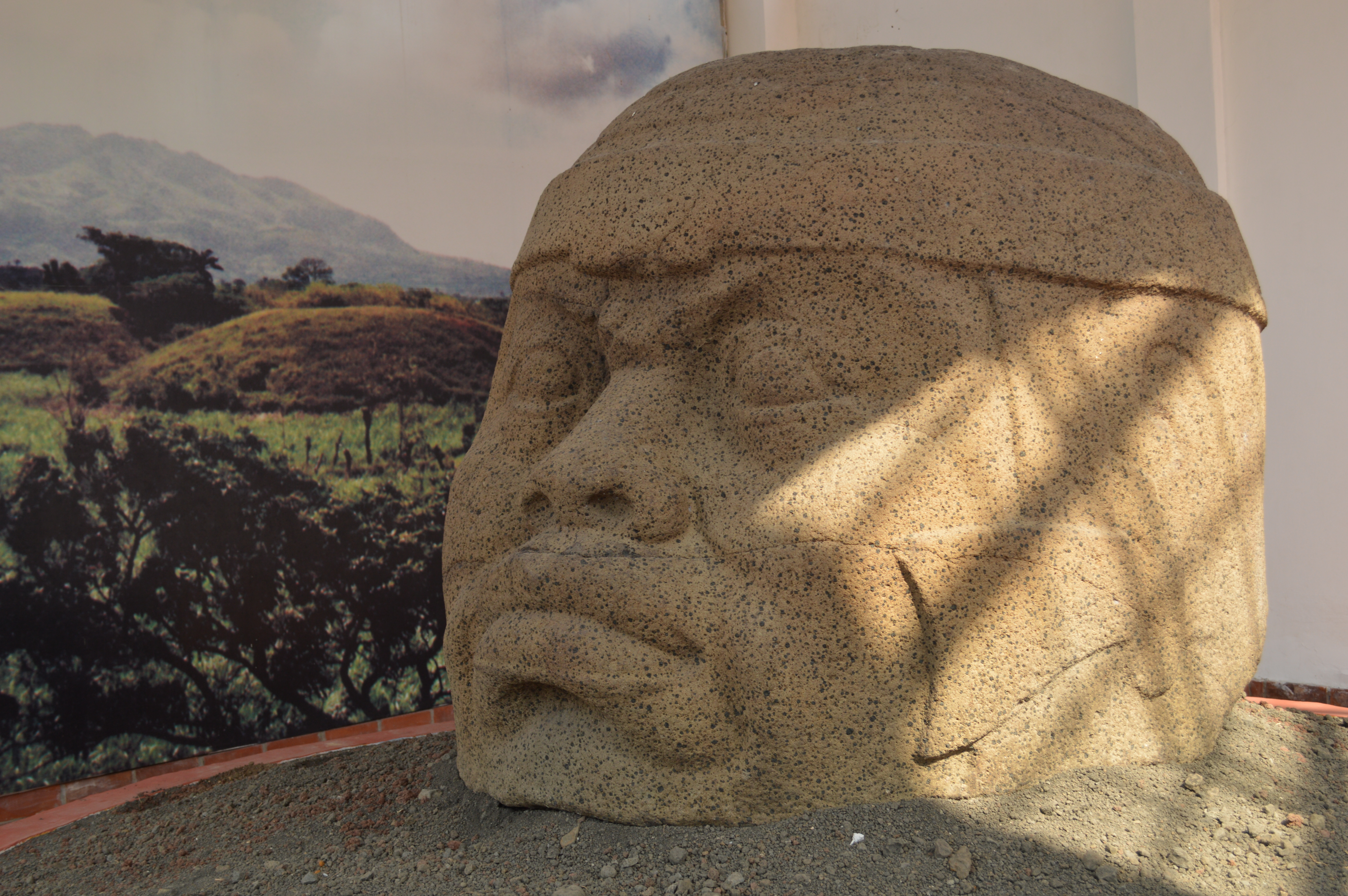
Monumentalna głowa olmecka w Museo Regional Tuxteco w Santiago Tuxtla

Tres Zapotes – stanowisko archeologiczne we wschodnim Meksyku, w pobliżu Zatoki Meksykańskiej, w stanie Veracruz, położone na zachód od miasta Santiago Tuxtla. Tres Zapotes, będące jednym z głównych ośrodków miejskich Olmeków (obok San Lorenzo Tenochtitlán i La Venta), zamieszkiwane było przez ponad dwa tysiąclecia (od 1500-1200 roku p.n.e. do 1000-1200 roku n.e.).
Stanowisko obejmuje liczne kopce ziemne, pośród których odnaleziono kilkadziesiąt rzeźb, m.in. dwie 1,5-metrowe kamienne głowy oraz stelę C, na której wyryto datę odpowiadającą 3 września 32 r. p.n.e. 